# Psallus salicis
Psallus salicis är en insektsart som först beskrevs av Carl Ludwig Kirschbaum 1856.  Psallus salicis ingår i släktet Psallus, och familjen ängsskinnbaggar. Arten är reproducerande i Sverige.